# 小杉太一郎
小杉 太一郎（こすぎ たいちろう、1927年6月6日 - 1976年8月9日）は、日本の作曲家。宮城県石巻市出身。
父は俳優・映画監督の小杉勇。同じ伊福部昭門下の作曲家山内正は義兄（妻の兄）にあたる。

## 来歴・人物
当初は獣医師を志望し、東京府立第十五中学校を経て麻布獣医専門学校（現 麻布大学）に進んだが、1949年、東京音楽学校作曲科に入学。池内友次郎に対位法と和声学を、伊福部昭に作曲と管弦楽法を学ぶ。
1952年、『六つの管楽器の為のコンチェルト』で第21回毎日音楽コンクール室内楽作曲部門第1位入賞を果たす。
東京音楽学校との方針の違いから辞任した伊福部を追って中退、多くの門下生と共に伊福部のアシスタントを務める。その後独立、1955年に映画『血槍富士』の音楽を手掛けて以降、映像作品に楽曲を提供した。
1959年には、母校（東京都立青山高等学校）の校歌を作曲している。
1976年8月9日、膵臓癌のため逝去。49歳没。

## 作品

### 映画
- 血槍富士 （1955年）
- 源義経（1955年、東映）
- 地獄の波止場（1956年、日活）
- 人間魚雷出撃す （1956年）
- 続源義経（1956年、東映）
- 青空娘（1957年）
- どたんば （1957年）
- 森と湖のまつり （1958年）
- 天と地を駈ける男 （1959年）
- 大学の暴れん坊 (1959年)
- 爆薬に火をつけろ（1959年）
- 逃亡者 (1959年)
- 南国土佐を後にして （1959年）
- 渡り鳥シリーズ （1959年 - 1962年）
- 天下を取る （1960年）
- 邪魔者は消せ （1960年、日活）
- 堂堂たる人生 （1961年）
- 紅の拳銃（1961年、日活）
- 高原児（1961年、日活）
- 宮本武蔵 般若坂の決斗 （1962年）
- 柔道一代 （1963年）
- 眠狂四郎殺法帖 （1963年)
- 宮本武蔵 二刀流開眼 （1963年）
- 波浮の港 （1963年）
- 愛と死をみつめて （1964年）
- 座頭市関所破り （1964年）
- 宮本武蔵 一乗寺の決斗 （1964年）
- 続・兵隊やくざ （1965年）
- あばれ騎士道 （1965年）
- 宮本武蔵 巌流島の決斗 （1965年）
- 若親分 （1965年）
- 大空に乾杯（1966年）
- 河内カルメン （1966年）
- サイボーグ009 （1966年）
- サイボーグ009 怪獣戦争 （1967年）
- なみだ川 (1967)
- 二匹の用心棒 (1968年)
- 日本残侠伝 （1969年）
- 野獣の復活 （1969年）
- 眠狂四郎円月殺法 (映画) (1969年)
- 鉄火場慕情 (1970年)
- 帝王シリーズ （1970年 - 1971年）
- 関東兄弟仁義 仁侠 （1971年）
- 真剣勝負 （1971年）
- 逆縁三つ盃 (1971年、日活)
- 緋牡丹博徒 仁義通します （1972年）
- 夜の歌謡シリーズ なみだ恋（1973年、東映）
- パンダの大冒険 （1973年）
- 実録飛車角 狼どもの仁義 （1974年）
- ともだち （1974年）
- 子連れ殺人拳 （1976年）

### 純音楽
- 「六つの管楽器の為のコンチェルト」（1952年）
- 「弦楽三重奏の為の二つのレジェンド」（1952年）
- 「交響楽」（1953年）
- 舞踏曲「トルソー」（1955年）
- バレエ音楽「戦国時代」（1966年）
- バレエ音楽「鷲と少女」（1971年）
- カンタータ「大いなる故郷石巻」（1973年、作詞・石島恒夫）
- 箏曲「双輪」（1975年）

その他、数種のバレエ音楽・吹奏楽曲などがある。

### 編曲
- 藤圭子とグリーメンのアルバム「圭子のわらべ唄」JRS-7174（1971年）全曲の編曲。はないちもんめ、ずいずいずっころばし、もずが枯木で、かんちょろりん、山寺の和尚さん、竹田の子守唄、かぞえうた(ひとつとや)数え歌、といちんさ、宮城の子守唄、こきりこ、あんたがたどこさ、中国地方の子守唄、島原の子守唄、ひらいたひらいた、通りゃんせ、どじょっこ ふなっこ

### テレビ
- サイボーグ009 （1968年）

### ゲーム
- サイボーグ009 （1993年7月30日） - メガCD用ソフトメインテーマと主題歌のみ担当